# Andrei Mlendea
Andrei Mlendea (n. 3 august 1984) este un jucător de tenis român, jucător în circuitul ATP Challenger Tour. Pe 4 august 2008, a atins cea mai bună clasare în circuitul masculin profesionist ATP și anume locul 416.

## Rezultate
| Legendă (Simplu)       |
| Grand Slam (0)         |
| Tennis Masters Cup (0) |
| ATP Masters Series (0) |
| ATP Tour (0)           |
| Challengers (0)        |
| Futures (6)            |